# Тұмар (телевизионная премия)
«Тумар» (каз. Тұмар) — Казахстанская Национальная телевизионная премия за достижения в области телевизионных искусств, была учреждена Министерством информации и общественного развития Республики Казахстан с целью выявления самого качественного и актуального телевизионного контента страны, поддержки талантливых профессионалов, стимуляции к стремлению в улучшении стандартов отечественного телевизионного контента и развития качественного казахстанского телевидения.

## История премии
- Первая церемония состоялась 17 марта 2017 года в Казмедиахолл, в столице Казахстана
- Ежегодно победители награждаются главным призом премии — эксклюзивно выполненной статуэткой из латуни и стекла
- Автором статуэтки является художник-ювелир Камбар Есмуханов
- В 2020 году введен призовой фонд в размере одного миллиона тенге по десяти номинациям
- В связи с пандемией коронавируса в мире Премия Тұмар 2020 года состоялась без зрителей, при участии номинантов и жюри

### Участники премии
К участию допускаются уникальные телевизионные проекты, вышедшие в эфир годом ранее на территории Республики Казахстан, участниками премии
могут быть национальные и региональные телевизионные вещательные компании, продакшн студии, продюсерские центры и другие организации медиаиндустрии,
производящие телевизионный контент.

### Жюри премии
Жюри премии представлено профессионалами международного и Казахстанского телевидения, деятелями культурами по направлениям заявленных номинаций.
Лауреатов премии определяет закрытое голосование членов жюри. Победители выявляются в результате тайного голосования.

### Победители премии 2017 год
| Номинации                                           | Победители                                         |
| --------------------------------------------------- | -------------------------------------------------- |
| Лучший телевизионный сериал                         | «Əке» телеканал Казахстан                          |
| Лучший социальный проект                            | «Айтуға оңай» телеканал Казахстан                  |
| Лучшее документальное кино                          | «Тайны и судьбы великих казахов» Агентство «Хабар» |
| Лучшая информационная                               | «Информбюро» телеканал 31 канал                    |
| Лучшая информационно-аналитическая программа        | «Apta.kz» телеканал Казахстан                      |
| Лучшее событие телевизионного сезона                | Открытие телеканала Atameken Business Channel      |
| За вклад в развитие телевидения                     | Султан Оразалы, журналист, общественный деятель    |
| Лучшее ток-шоу                                      | «Наша правда» телеканал КТК                        |
| Социальная программа (региональная)                 | «Город сегодня» телеканал Рика ТВ (г. Актобе)      |
| Информационно-аналитическая программа (региональная | «Адасқандар» телеканал Казахстан-Атырау            |
| Лучшая юмористическая программа                     | «Күлегеш» телеканал Балапан                        |
| Лучшая музыкальная программа                        | «Музыкальный Перформанс» ТОО «TV Key»              |

### Победители премии 2018 год
| Номинации                                            | Победители                                                                   |
| ---------------------------------------------------- | ---------------------------------------------------------------------------- |
| Лучший телевизионный сериал                          | «Асыл арман» телеканал «Астана» Лучший социальный проект                     |
| Лучший социальный проект                             | «Қарекет» телеканал Казахстан                                                |
| Лучшее документальное кино                           | «Так могло быть» компания 567 Cinema                                         |
| Лучшая информационная программа                      | «Информбюро» ТРК «31 канал»                                                  |
| Лучшее событие телевизионного сезона                 | «Ұлттық музыкалық жүлде 2017» ТОО LIONS’ SHOW MEDIA                          |
| 60 лет телевидения — за вклад в развитие телевидения | Совет Масғұтов, общественный деятель                                         |
| Лучший развлекательный проект                        | «Мен қазақпын» телеканал Казахстан                                           |
| Лучшая просветительская программа                    | «THE TREASURES OF NATION -СОКРОВИЩА НАЦИИ» Телеканал «Kazakh TV»             |
| Лучший региональный телеканал                        | Телеканал Жетісу                                                             |
| Лучший тележурналист                                 | Асхат Ниязов Первый телеканал «Евразия»                                      |
| Лучший телеведущий                                   | Дана Нуржигитова телеканал Казахстан                                         |
| Лучшая режиссерская работа                           | Куаныш Оразалиев программа «Было дело» телеканал КТК                         |
| Лучшая операторская работа                           | Максим Левитин «Outdoor Kazakhstan — Наедине с природой» Телеканал Kazakh TV |
| В честь 20-летия столицы — лучший проект об Астане   | «Моя Астана» — Телеканал Kazakh TV                                           |

### Победители премии 2019 год
| Номинации                                    | Победители                                                                |
| -------------------------------------------- | ------------------------------------------------------------------------- |
| Лучший телевизионный сериал                  | «Красный уровень» телеканал «КТК»                                         |
| Лучший социальный проект                     | «Біз біргеміз. Ана үйі» — «Мы вместе. Дом мамы» Телеканал «Астана»        |
| Лучший документальный фильм                  | «Столица Великой Степи» Телерадиокомплекс Президента РК                   |
| Лучшая информационно-аналитическая программа | «Вечерняя информационная программа» телеканал «Хабар 24»                  |
| Лучшее событие телевизионного сезона         | «Gakku Дауысы 2018» телеканал «Gakku TV»                                  |
| Лучший развлекательный проект                | Реалити-шоу «Qaraberi» телеканал «НТК»                                    |
| Лучший региональный телепроект               | «WELCOME TO QYZYLJAR» QZ MEDIA PORTAL (эфир на ТК «Қазақстан — Qyzyljar») |
| Лучший тележурналист                         | Ғабит Бөкенбай Телеканал «Қазақстан»                                      |
| Лучший телеведущий                           | Аида Боранбай телеканал 31 Канал                                          |
| Спец приз                                    | фильм «Жусан» телеканал Казахстан                                         |

## Финалисты 2020 года
Победители выделены отдельным цветом 
| Номинации                        | Финалисты                                   | Телеканал                                   | Производитель                           |
| -------------------------------- | ------------------------------------------- | ------------------------------------------- | --------------------------------------- |
| Лучший телевизионный сериал      | «Аналық сезім»                              | «31 канал»                                  | Продакшн-компания CREATIV KZ            |
| Лучший телевизионный сериал      | «Орбұлақ шайқасы»                           | «QAZAQSTAN»                                 | Продакшн-компания PROJECTS HOUSE        |
| Лучший телевизионный сериал      | «Келинжан»                                  | "Kazakh TV                                  | Продакшн-компания GG Cinema             |
| Лучший телевизионный сериал      | «Bir toqsan»                                | «Gakku»                                     |                                         |
| Лучший документальный фильм      | «Легенда марафона. Ощущение личной свободы» | «Qazsport»                                  |                                         |
| Лучший документальный фильм      | «Тайны. Судьбы. Имена»                      | «Хабар»                                     |                                         |
| Лучший документальный фильм      | «Соседи»                                    | «ATAMEKEN BUSINESS»                         |                                         |
| Лучший документальный фильм      | «Dreamer» («Арманшыл»)                      | «Kazakh TV»                                 | Продакшн-компания Astana Film Academy   |
| Лучшее ток-шоу                   | «Ashyq alan»                                | «QAZAQSTAN»                                 | Продакшн-компания Krea TV media         |
| Лучшее ток-шоу                   | «Астарлы Ақиқат»                            | «КТК»                                       |                                         |
| Лучшее ток-шоу                   | «Большая неделя»                            | «Хабар»                                     |                                         |
| Лучшее ток-шоу                   | «AITARYM BAR»                               | «ASTANA»                                    | Продакшн-компания GGQ&Co                |
| Лучшая развлекательная программа | «Central Asia’s Got Talent»                 | «Хабар»                                     | Продакшн-компания Mega media production |
| Лучшая развлекательная программа | «Біздің ауыл −2»                            | «ASTANA»                                    | Продакшн-студия Screen                  |
| Лучшая развлекательная программа | «С миру по нитке»                           | «МИР» в РК                                  |                                         |
| Лучшая развлекательная программа | «Жұлдызды жекпе-жек»                        | «Хабар»                                     | Продакшн-компания GG Cinema             |
| Лучшая информационная программа  | «AQPARAT»                                   | «QAZAQSTAN»                                 |                                         |
| Лучшая информационная программа  | «Главные новости»                           | «Первый Канал Евразия»                      |                                         |
| Лучшая информационная программа  | «Большие новости»                           | «КТК»                                       |                                         |
| Лучшая информационная программа  | «Новый курс»                                | «Хабар»                                     |                                         |
| Лучший телеведущий               | Игисинов Ерлан                              | «Хабар»                                     |                                         |
| Лучший телеведущий               | Жақсылықова Жайна                           | «QAZAQSTAN»                                 |                                         |
| Лучший телеведущий               | Тулепбергенова Дина                         | «КТК»                                       |                                         |
| Лучший телеведущий               | Калиева Салтанат                            | «ASTANA»                                    | Продакшн центр «Basdala Group»          |
| Лучший тележурналист             | Бекхожин Ерлан                              | «Хабар»                                     |                                         |
| Лучший тележурналист             | Журкевич Олег                               | «Первый Канал Евразия»                      |                                         |
| Лучший тележурналист             | Қаженов Аслан                               | «Хабар 24»                                  |                                         |
| Лучший тележурналист             | Айдаболова Самал                            | «QAZAQSTAN»                                 |                                         |
| Лучшая режиссерская работа       | «Колыбель тюркского мира»                   | Виталий Попов, Телеканал «МИР» в РК         |                                         |
| Лучшая режиссерская работа       | «Trails of nomads»                          | Қожабеков Қуаныш, Телеканал «Kazakh TV»     |                                         |
| Лучшая режиссерская работа       | «Абай әлемі — ақылдың кені»                 | Копбаева Жансая, Телеканал ASTANA           |                                         |
| Лучшая режиссерская работа       | «Соседи»                                    | Попов Руслан, Телеканал «ATAMEKEN BUSINESS» |                                         |
| Лучший социальный проект         | «Дау-дамайсыз»                              | «КТК»                                       |                                         |
| Лучший социальный проект         | «Проверено/ Тексердiк»                      | «Хабар 24»                                  | Продакшн-компания ZEBRAIN media group   |
| Лучший социальный проект         | «Акимы / Әкiм»                              | «Хабар 24»                                  | Продакшн-компания ZEBRAIN media group   |
| Лучший социальный проект         | «Анашым, біз үйдеміз»                       | «31 канал»                                  |                                         |
| Лучший региональный телеканал    | «Алау-ТВ»                                   | Телеканал «Алау-ТВ»                         |                                         |
| Лучший региональный телеканал    | «Отырар TV»                                 | Телеканал «Отырар TV»                       |                                         |
| Лучший региональный телеканал    | «Алматы»                                    | Телеканал «Алматы»                          |                                         |
| Лучший региональный телеканал    | «SARYARQA» (РТРК «Қазақстан»)               | Телеканал «SARYARQA» (РТРК «Қазақстан»)     |                                         |